# David Richter den äldre (guldsmed)
David Richter, död 16 juni 1677 i Stockholm, var en svensk silversmed, guldsmed och konsthantverkare. 

## Biografi
David Richter den äldre var far till Fredrik Richter, Hans Richter och David Richter den yngre. 
David Richter den äldre blev mästare 1630 och omtalas i Stockholms stads guldsmedsämbetes äldsta protokoll från 1637. Han inskrev en mängd lärlingar 1631–1653. Han deltog 1654 i arbetet med högaltaret i Stockholms storkyrka. Efter hans död fortsatte änkan Margareta Böök hans verkstad till året därpå. Bland hans arbeten märks en oblatask daterad 1644 för Jacobs kyrka i Stockholm, en vinkanna daterad 1651 för Sigtuna kyrka, en vinkanna för Tegelsmora kyrka, en oblatask för Toresunds kyrka, en sked på Nordiska museet samt 7 skedar och en skål på Stockholms stadsmuseum.
Richter finns representerad vid Nationalmuseum i Stockholm.